# 贝肯廷附近宁多夫
贝肯廷附近宁多夫（德語：Niendorf bei Berkenthin）是德国石勒苏益格－荷尔斯泰因州的一个市镇。总面积3.99平方公里，总人口198人，其中男性96人，女性102人（2011年12月31日），人口密度50人/平方公里。